# Миловское (озеро)
Миловское или Маловское озеро — озеро в Кривандинском сельском поселении Шатурского района Московской области. Относится к группе Туголесских озёр. Соединяется протокой с озером Свиношным и каналом с озером Великим.

## Физико-географическая характеристика
Озеро, предположительно, ледникового происхождения.
Площадь — 0,67 км² (67 га), длина — около 1340 м, ширина — около 620 м. Берега озера плоские, заболоченные, покрыты торфом.
Глубина — 0,7-2,5 м, максимальная глубина достигает 2,5 м. Дно илистое, покрыто торфом. Вода торфяная с тёмно-коричневой окраской.
Озеро интенсивно зарастает. Среди водной растительности распространены камыш, тростник, стрелолист, ряска, элодея, рдесты, канадский рис, кубышка, рогоз, также встречается пушица, белокрыльник и земноводная гречиха. В озере обитают: щука, карась, плотва, окунь, ёрш, редко попадается верховка, карп, лещ и линь. Озеро с прилегающими карьерами образуют зоологический заказник, здесь гнездятся и останавливаются на пролёте редкие и исчезающие виды птиц, занесённые в Красную книгу Московской области.
Озеро используется для рыболовства, имеет научное значение.